# Nabisco Masters 1988
Il Masters 1988 (chiamato anche Nabisco Masters 1988 per motivi di sponsorizzazione) è stato un torneo di tennis giocato sui campi in sintetico indoor del Madison Square Garden di New York negli Stati Uniti e nella Royal Albert Hall di Londra in Inghilterra. È stata la 19ª edizione del torneo di singolare di fine anno, la 15ª del torneo di doppio di fine anno ed era parte del Nabisco Grand Prix 1988. Il torneo di singolare si è giocato a New York dal 28 novembre al 2 dicembre 1988, Il torneo di doppio si è disputato a Londra dal 7 all'11 dicembre 1988.

## Campioni

### Singolare
Boris Becker ha battuto in finale  Ivan Lendl con il punteggio di 5–7, 7–6(5), 3–6, 6–2, 7–6(5).

### Doppio
Rick Leach /  Jim Pugh hanno battuto in finale  Sergio Casal /  Emilio Sánchez con il punteggio di 6–4, 6–3, 2–6, 6–0